# Бостаф, Пол
Пол Стивен Бостаф (англ. Paul Steven Bostaph; род. 6 марта 1964, Сан-Франциско, штат Калифорния) — американский трэш-метал-барабанщик. Его карьера началась с игры на барабанах в 1984 году, когда ему было 20 лет, и с тех пор он работал с такими группами как Forbidden (первоначально известны как Forbidden Evil), Slayer, Testament, Exodus и Systematic. Сайт Metal-Rules.com описывает Бостафа как «настоящего профессионала и одного из лучших барабанщиков на сегодняшней метал-сцене».

## Биография

### Ранние годы
Первым увлечением Бостафа была игра на бас-гитаре, но он предпочел ей игру на барабанах, так как нашёл дешевый набор ударных. Он открыл для себя мир рок-музыки, слушая The Beatles и The Beach Boys, но именно AC/DC вдохновили Бостафа на игру на ударных. Он купил свою первую барабанную установку в 15 лет. Услышав песню Killers группы Iron Maiden, Пол решил стать метал-барабанщиком. Также на него оказали влияние такие группы, как Blue Oyster Cult и Black Sabbath. Его вдохновляют барабанщики Фил Радд, Ринго Старр, Чарли Бенанте, Клайв Барр, Томми Олдридж, Билл Уорд, Нико Макбрэйн, Кози Пауэлл, Джон Бонэм, Кейт Мун, Джефф Поркаро, Ларс Ульрих, Стив Смит, Фил Коллинз, Дэйв Ломбардо, Нил Пирт и Томми Ли.
Пол Бостаф учился в Ньюаркской Мемориальной средней школе в Ньюарке, Калифорния. У него была острая неприязнь к обучению: «я чувствовал, что знал достаточно, чтобы вести свою повседневную жизнь, разве мне нужно что-то большее?». Пол интересовался спортом, а после первого года обучения в средней школе он увлекся музыкой. Затем он получил работу, которая была для него важней, чем обучение.

### Forbidden (1985—1992)
Бостаф был барабанщиком в группе Forbidden в период с 1985 по 1992 год и участвовал в записи первых двух альбомов — Forbidden Evil и Twisted into Form. Также он играл на EP Raw Evil: Live at the Dynamo 1989 года. Он считается самым плодотворным и «постоянным» барабанщиком Forbidden на сегодняшний день.

### Slayer и соло проект (1992—2001, 2013)
После ухода Дэйва Ломбардо в 1992 году группа начала искать нового барабанщика. После прослушивания нескольких барабанщиков и сотен демонстрационных лент гитарный техник рекомендовал Бостафа гитаристу Керри Кингу. Члены Slayer слушали Forbidden, однако не видели, как Пол мог вписаться в группу, так как Forbidden были более мелодичны. На прослушивании Бостаф сыграл девять песен из репертуара Slayer и сделал только одну ошибку в «Angel of Death». Бостафу приходилось постоянно тренироваться, чтобы увеличить силу мышц в руках и ногах. «Я уважал и любил игру Дейва, но как фанат. Если бы Slayer нашли нового барабанщика, и я купил билет на шоу, я бы ожидал услышать песни в таком виде, в каком их исполнял Ломбардо. Так что каждый раз, когда я должен был разучить новую песню, я старался сыграть её так, как это делал Дейв».
Совместно со Slayer Бостаф записал четыре альбома, из которых наименее его любимый — Divine Intervention 1994 года. Это связано с тем, что гитары звучали не так громко, трижды менялись звукорежиссёры, а продюсер никогда не занимался тяжелой музыкой. Пол заявил, что «запись не была согласована с участниками группы, но несмотря на это, есть фанаты, которым нравится этот альбом». Пол оставил группу в 1996 году, чтобы сконцентрироваться на своём соло-проекте Truth About Seafood и был заменен Джоном Детте, однако возвратился в 1997-м. Его второй[прояснить] любимый альбом — God Hates Us All 2001 года.

Бостаф ушёл из группы после выпуска God Hates Us All из-за хронической травмы локтя, которая мешала ему играть. Хотя позже выяснилось, что фактическая причина ухода в том, что Пол хотел реализовать себя не только как метал-барабанщик. 
Я покинул Slayer не из соображений собственного здоровья и не ради Systematic. Между мной и остальными участниками не было ничего личного, просто я внезапно понял, что мне нужно уходить. В музыкальном плане мне хотелось чего-то другого. И это как раз совпало с неприятностями с рукой. Slayer — великая группа и я хорошо оттянулся вместе с парнями. Но мне уже захотелось двигаться в другом музыкальном направлении. Slayer подняли мой уровень игры на барабанах, но я считаю, что и это не предел. И значит, мне ещё есть чему учиться. Я хочу быть более разносторонним ударником.
Его последняя работа с группой зафиксирована на DVD War at the Warfield, выпущенном 7 декабря 2001. «Это как разрыв с подругой, но нужно двигаться дальше». Он остался друзьям с членами Slayer, и когда его спросили, будет ли он работать с ними в будущем, он ответил «Конечно». Бостаф был временно заменен оригинальным барабанщиком Slayer Дэйвом Ломбардо, который, как позже оказалось, не отличался постоянным характером и в 2013 году группа объявила, что Пол заменит Ломбардо во второй раз.

### Systematic (2003—2004)
Не желая бросать музыку, Бостаф в 2003 году присоединился к Systematic — группе, которую он ранее сформировал с вокалистом Тимом Нардакки и гитаристом Адамом Раппэлем перед записью альбома Slayer Diabolus in Musica. Бостаф был в туре с Systematic в течение четырёх месяцев, хотя, покидая группу в 2004, заявил: «Я не получал удовольствия от подобной игры, это не для меня». В 2003 Пол получил травму колена, играя в футбол. После тура Systematic Бостаф подвергся хирургической операции и не касался барабанов в течение года, пока он не получил приглашение по телефону от Exodus.

### Exodus (2005—2007)
Бостаф получил приглашение по телефону от менеджера Exodus, который попросил, чтобы он присоединился к группе. Басист Exodus Джек Гибсон разговаривал с гитаристом Гэри Холтом о Бостафе. Холт был знаком с Бостафом со времен совместных гастролей Exodus и Forbidden. Когда Бостаф получил звонок, два члена Exodus уже покинули группу, а барабанщик Том Хантинг уже думал об уходе. Бостаф знал весь материал, кроме альбома Impact Is Imminent и в 2005 году участвовал в записи седьмого студийного альбома Exodus Shovel Headed Kill Machine. Бостаф утверждает, что альбом отличается от предыдущих альбомов группы: «Он так отличается, потому что Bonded … был вехой в истории группы, такой великой записью, которая … Я следил за творчеством группы, и я думаю, что это самая жестокая запись группы со времен Bonded by Blood». Бостаф также говорит о необычной химии между музыкантами, так как три из пяти членов группы были заменены в течение одного года: «это совершенно другая группа, не такая как раньше». Exodus гастролировали в течение года в поддержку Bonded by Blood, и хотели как можно быстрее войти в студию для записи нового альбома. Однако 28 марта 2007 года Бостаф объявил, что уходит из Exodus. «У них теперь есть их оригинальный барабанщик Том Хантинг, который вернулся обратно в группу. Я всегда говорил, что если Том когда-либо захочет возвратиться, трон барабана — его. Я питаю самое большое уважение к Тому и его игре». Бостаф также объявил, что он больше не представляет комплекты барабанов TAMA и горд представлять Drum Workshop и их продукты.

### Testament (2008—2011)
В октябре 2007 года на официальном сайте Testament было объявлено о возвращении Бостафа в группу. The Formation of Damnation (2008) — первый студийный альбом Testament за последние девять лет (после 1999 года), также альбом отметился возвращением гитариста-виртуоза Алекса Сколника после ухода из группы в 1992 году и басиста Грега Кристиана, покинувшего группу в 1994 году. Это первый студийный альбом с участием Пола Бостафа в качестве ударника группы. Альбом получил награду «Альбом года» от журнала Metal Hammer.
В июне 2011 года Testament начали запись их следующего альбома Dark Roots of Earth, выпуск которого планировался на 27 апреля 2012 года. Но из-за серьёзной травмы Пол не смог участвовать в записи и группа записывает альбом с Джином Хогланом, ранее игравшим на альбоме Demonic. Бостаф должен был вернуться в Testament после турне в поддержку нового альбома, но 2 декабря 2011 года заявил о своем уходе из Testament, прокомментировав это разногласиями в процессе написания материала.

### Другие проекты
Пол Бостаф — участник трибьют-группы Hail! В постоянно меняющемся составе были такие музыканты как Андреас Киссер, Тим «Ripper» Оуэнс, Дейв Эллефсон, Майк Портной, Джимми Деграссо и Рой Майорга. Оуэнс, Деграссо, Эллефсон и Киссер основали Hail! в конце 2008 года. Группа гастролировала по Европе в 2009 и в июне 2010 года следующим составом: Андреас Киссер, Тим Оуэнс, Пол Бостаф и Джеймс Ломенцо.

### Возвращение в Slayer (2013—2019)
30 мая 2013 года на странице Slayer в Facebook появилось сообщение о возвращении Пола Бостафа в группу на постоянной основе. С барабанщиком был записан последний альбом коллектива, Repentless, релиз которого пришёлся на 2015 год. Пол выступал в составе Slayer вплоть до завершения карьеры группы в 2019 году.

## Дискография
| Slayer - Divine Intervention (1994) - Live Intrusion (1995) - Undisputed Attitude (1996) - Diabolus in Musica (1998) - God Hates Us All (2001) - War at the Warfield [video] (2003) - Repentless (2015) Systematic - Pleasure to Burn (2003) | Testament - Return to the Apocalyptic City (1993) - The Formation of Damnation (2008) Forbidden - Forbidden Evil (1988) - Twisted into Form (1990) Exodus - Shovel Headed Kill Machine (2005) |  |